# US Open 2005 (Badminton)
Die US Open 2005 im Badminton fanden vom 3. bis zum 6. November 2005 in Orange, Kalifornien, statt.

## Sieger und Platzierte
| Disziplin    | Gold                                     | Silber                            | Bronze                             |
| ------------ | ---------------------------------------- | --------------------------------- | ---------------------------------- |
| Herreneinzel | Hsieh Yu-hsing                           | Tony Gunawan                      | Chen Chih-hao                      |
| Herreneinzel | Hsieh Yu-hsing                           | Tony Gunawan                      | John Moody                         |
| Dameneinzel  | Lili Zhou                                | Rachel Hindley                    | Charmaine Reid                     |
| Dameneinzel  | Lili Zhou                                | Rachel Hindley                    | Eva Lee                            |
| Herrendoppel | Tony Gunawan Howard Bach                 | William Milroy Mike Beres         | Lin Yu-lang Chen Hung-ling         |
| Herrendoppel | Tony Gunawan Howard Bach                 | William Milroy Mike Beres         | Khankham Malaythong Halim Haryanto |
| Damendoppel  | Grace Peng Yun Lee Joo Hyun              | Rachel Hindley Rebecca Bellingham | Tammy Sun Lyndsay Smith            |
| Damendoppel  | Grace Peng Yun Lee Joo Hyun              | Rachel Hindley Rebecca Bellingham | Rulien Yeh Rulan Yeh               |
| Mixed        | Khankham Malaythong Mesinee Mangkalakiri | Howard Bach Eva Lee               | Philippe Bourret Helen Nichol      |
| Mixed        | Khankham Malaythong Mesinee Mangkalakiri | Howard Bach Eva Lee               | William Milroy Tammy Sun           |

## Finalergebnisse
| Disziplin    | Sieger                                   | Finalist                          | Ergebnis    |
| ------------ | ---------------------------------------- | --------------------------------- | ----------- |
| Herreneinzel | Hsieh Yu-hsing                           | Tony Gunawan                      | 15-2 15-2   |
| Dameneinzel  | Lili Zhou                                | Rachel Hindley                    | 11-6 11-1   |
| Herrendoppel | Howard Bach Tony Gunawan                 | William Milroy Mike Beres         | 15-1 15-2   |
| Damendoppel  | Grace Peng Yun Lee Joo Hyun              | Rachel Hindley Rebecca Bellingham | 15-5 15-9   |
| Mixed        | Khankham Malaythong Mesinee Mangkalakiri | Howard Bach Eva Lee               | 15-13 15-12 |